# 스터즈 터클
루이스 "스터즈" 터클(Louis "Studs" Terkel, 1912년 5월 16일 ~ 2008년 10월 31일)은 미국의 작가, 역사가, 배우이자 방송인이다. 1985년 저작 《The Good War》로 퓰리처상 일반 논픽션 부문을 수상했다. 미국 대중에 대한 구술 역사와 함께 시카고에서 오랫동안 라디오 쇼를 진행한 것으로 유명하다.